# Xian de Badong
Le xian de Badong (巴东县 ; pinyin : Bādōng Xiàn) est un district administratif de la province du Hubei en Chine. Il est placé sous la juridiction de la préfecture autonome tujia et miao d'Enshi.

## Démographie

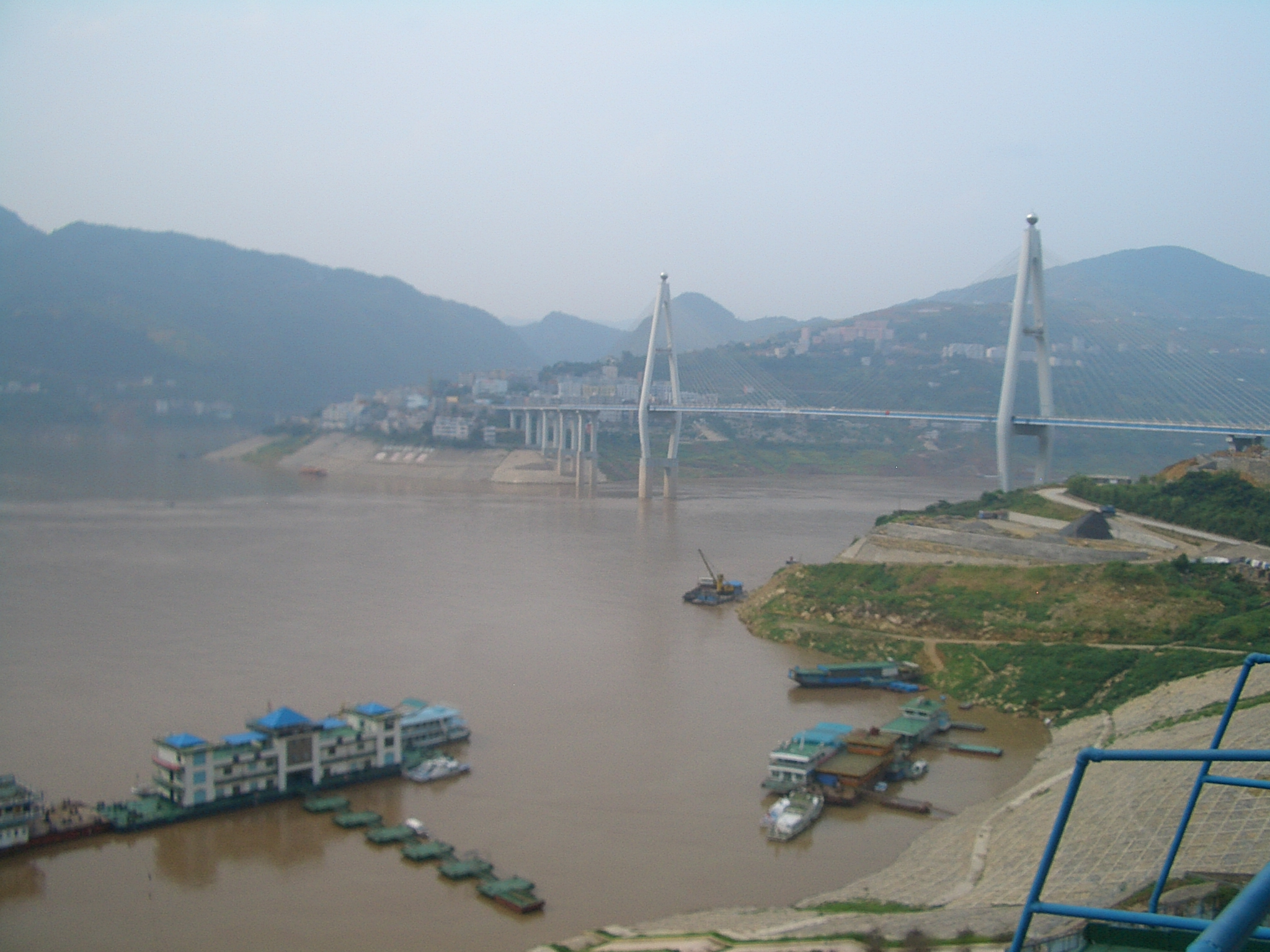
Dans le port de Badong

La population du district était de 485 431 habitants en 1999.